# Daniel K. Inouye International Airport

i7
i11
i13

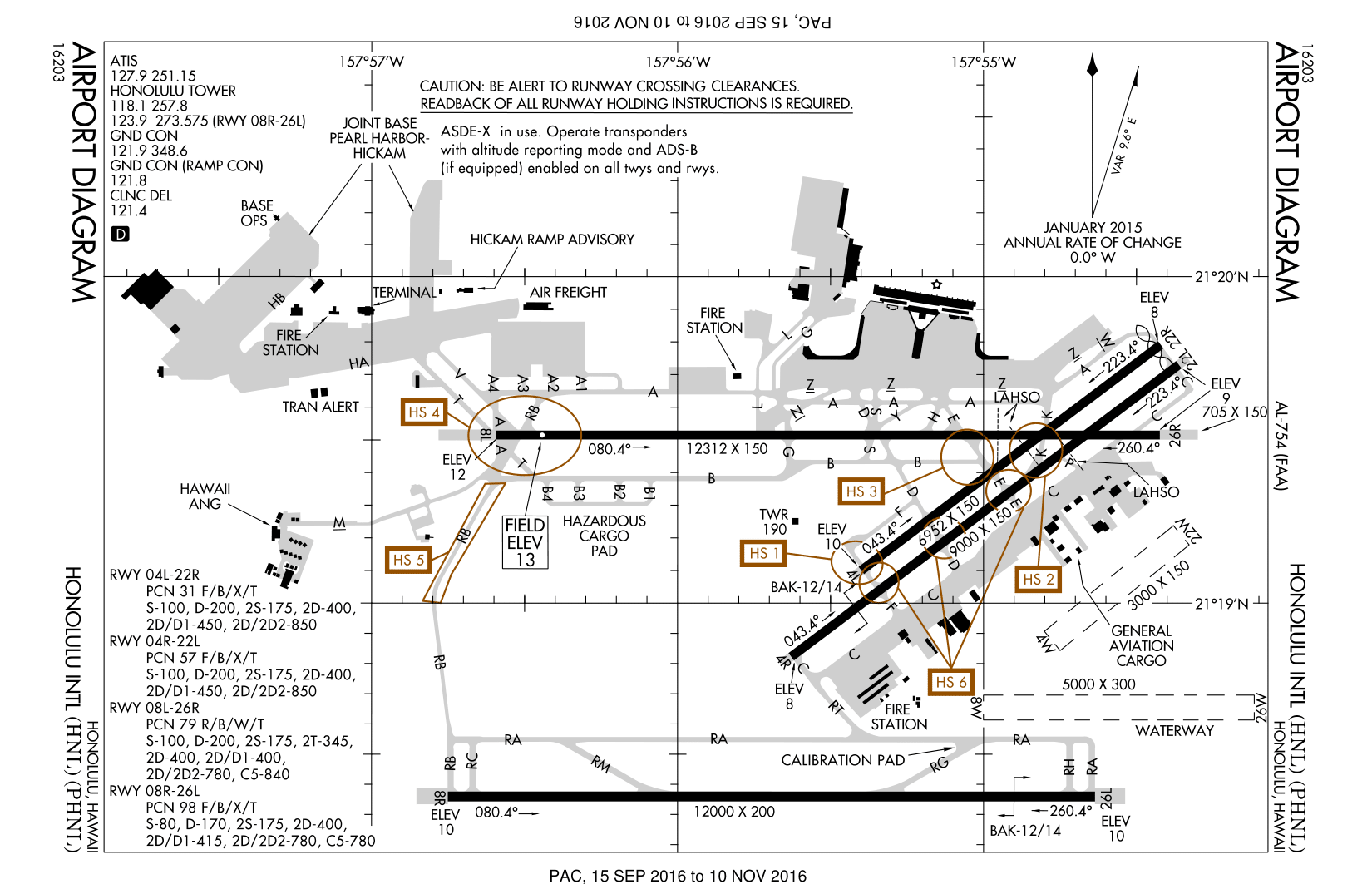
Flughafendiagramm

Der Daniel K. Inouye International Airport (ehemals Honolulu International Airport, IATA-Code: HNL, ICAO-Code: PHNL) ist der Hauptflughafen von Honolulu. Er liegt auf der Insel Oʻahu (Hawaii). Honolulu ist ein wichtiger Knotenpunkt im Pazifik zwischen Asien und den USA. Er verfügt über sechs Start- und Landebahnen, zwei davon für Wasserflugzeuge, die auch von der Joint Base Pearl Harbor-Hickam als Militärflugplatz genutzt werden.

## Geschichte
1925 genehmigte das Hawaii-Territorium 45.000 Dollar (entspricht dem heutigen Gegenwert von 696.000 Dollar) für einen Flugplatz in der Nähe von Honolulu. Bedingung war, dass von privater Seite 20.000 Dollar beizutragen seien, das Aufbringen dieser Summe übernahm die Handelskammer. Im selben Jahr wurden 885 Acre Land erworben, davon 766 Acre, die bei Flut unter Wasser liegen.
1927 wurde der Flughafen als John Rodgers Airport eröffnet, benannt nach dem Marineoffizier John Rodgers, der unter anderem einen der ersten Versuche eines Nonstop-Flugs vom amerikanischen Festland nach Hawaii unternahm.
Zwei Fluggesellschaften sondierten 1928 und 1929 mögliche Flüge zwischen den Inseln Hawaiis: Inter-Island Airways und die in Nevada ansässige Hawaiian Airways. Am 11. November nahm Inter-Island Airways den planmäßigen Betrieb mit Verbindungen nach Molokai, Maui, Hilo und Kauai auf – mit Preisen zwischen 17,50 und 32 Dollar (entspricht dem heutigen Gegenwert von 280 und 510 Dollar) und neun Kilogramm Freigepäck je Passagier.
1930 wurde damit begonnen, 30.000 Kubikmeter Korallen aufzuschütten, um mehr Platz für die Start- und Landebahnen zu gewinnen.
Die Hauptpiste wurde auf 2.200 ft (671 m) verlängert und auf 550 ft (168 m) verbreitert, die Piste für Betrieb bei Seitenwind wurde auf 2.050 ft (625 m) verlängert und auf 250 ft (76 m) verbreitert. Dabei wurde erstmals auf den Arbeitseinsatz von Häftlingen zurückgegriffen, die auch in den Folgejahren Land für den Flughafen planierten und von Vegetation freihielten. Ab 1935 wurde mit Mitteln der Works Progress Administration die Start- und Landebahnen erneut verlängert.
1935 nahm Pan American Airways Flüge zwischen dem amerikanischen Festland und Honolulu auf, die später auch nach Asien verlängert wurden. Da Pan Am auf dieser Verbindung Flugboote wie die Sikorsky S-42 einsetzte, wurde jedoch nicht der John Rodgers Airport genutzt. 1939 wurden deswegen Pläne entwickelt, in der Keehi Lagune einen Flugboothafen einzurichten, der Aushub sollte zur Erweiterung des John Rodgers Airport dienen.
1940 und 1941 gab der Kongress mehrere Millionen Dollar für diesen Plan frei und die Arbeiten begannen im Oktober 1941. Zudem gab die United States Army über 30.000 Acre des 1935 direkt angrenzend errichteten Hickam Field für den weiteren Ausbau des John Rodgers Airport frei.
Nach dem japanischen Angriff auf Pearl Harbor und dem Eintritt der Vereinigten Staaten in den Zweiten Weltkrieg wurden alle Flughäfen Hawaiis vom Militär übernommen und der zivile Flugverkehr eingestellt. Hawaiian Airlines erhielt die Erlaubnis, unter militärischer Aufsicht dringende Flüge, z. B. zum Transport von Medizin, Munition und Technikern, durchzuführen.
Bis September 1944 wurde durch das United States Army Corps of Engineers mit dem Aushub der Keehi Lagune eine Verbindung zwischen dem Hickam Field und dem John Rodgers Airport fertiggestellt. Der John Rodgers Airport erhielt vier Start- und Landebahnen und wurde als Naval Air Station Honolulu bezeichnet, genutzt durch Army und Navy.
Nach Ende des Zweiten Weltkriegs wurde der Flughafen am 1. Oktober 1946 wieder an das Territorium übergeben, die drei zuletzt durch die Navy genutzten Start- und Landebahnen für Flugboote wurden aufgegeben. 1947 wurde der Flughafen in Honolulu Airport umbenannt, um Verwechslungen im Betriebsablauf und beim Ausstellen von Tickets zu vermeiden. Als Empfangsgebäude wurden während des Kriegs errichtete, temporäre Gebäude genutzt: ein Terminal für Flüge zwischen den Inseln auf der Nordseite und ein Terminal für Überseeflüge auf der Südseite.
Nachdem die United States Air Force eine in ihrem Besitz befindliche Fläche zwischen dem Flughafen und dem Hickam Field 1950 für 20 Jahre an den Flughafen verpachtet hatte, konnten die Start- und Landebahnsysteme verbunden und ausgebaut werden, die dadurch entstehende gemeinsame Piste 8/26 wurde mit 13.097 ft (3.992 m) die längste Start- und Landebahn der Welt.
Im Dezember 1955 landete mit einer De Havilland DH.106 Comet erstmals ein ziviles Flugzeug mit Strahltriebwerken auf dem Flughafen Honolulu, die am Flughafen vertretenen Fluggesellschaften kündigten an, bis 1959 den Verkehr zum Festland auf Jets umzustellen. Um sich auf die dadurch wechselnden Anforderungen einzustellen, wurden ab 1959 neue Empfangsgebäude errichtet, darunter ein eigenes Interisland Terminal für Ziele auf den Inseln Hawaiis sowie getrennte Einrichtungen für Inlandsflüge und internationale Verbindungen.
Am 22. August 1962 wurde das John Rodgers Terminal mit der ersten offiziellen Jet-Ankunft, einem Pan-Am-Flug aus San Francisco offiziell eingeweiht. Der Betrieb am alten Terminal wurde am 14. Oktober 1962 eingestellt; kurz nach Mitternacht startete der erste Flug vom neuen Terminal nach Japan.
Im Jahr 1965 nutzen fast drei Millionen Passagiere den Flughafen Honolulu, davon 1,8 Millionen das John Rodgers Terminal. Angesichts der Ankündigung großer Flugzeuge wie der Douglas DC-8 Series 61 und der Boeing 747 Mitte der 1960er Jahre und der für die 1970er Jahre allgemein erwarteten Aufnahme ziviler Überschallflüge wurde mit der Planung eines weiteren Ausbaus begonnen. Ab Oktober 1967 war auch das General Lyman Field auf Hawaii in der Lage, Jet-Flugzeuge abzufertigen und trug so zur Entlastung des Flughafens Honolulu bei.
1969 begannen die Bauarbeiten für den neuen Diamond Head Gull Wing, der am 3. März 1970 mit der ersten Ankunft einer 747 der Pan Am eingeweiht wurde. Gleichzeitig wurde auf der gegenüberliegenden Seite der Ewa Gull Wing für internationale Flüge errichtet, der 1972 eingeweiht wurde.
Die Bauarbeiten für eine 12.500 ft (3.810 m) lange Reef Runway genannte Start- und Landebahn begannen 1974, nachdem Einsprüche von Umweltschutzverbänden 1972 und 1973 Baustopps erwirkt hatten. Modellstudien ergaben, dass die Landebahn auf dem Korallenriff die Wasserzirkulation der Keehi Lagune verbesserte und den Fluglärm über der Stadt verringerte. Das 89 Mio. Dollar-Projekt war bis dahin der größte öffentliche Bauauftrag des Bundesstaates. Die Kosten beinhalteten 350.000 US-Dollar für die Relokalisierung eines Vogelhabitats. Sie war die weltweit erste größere Landebahn, die komplett offshore errichtet wurde.
1976 wurden am Flughafen Honolulu mehr als 12 Millionen Passagiere abgefertigt. Nach Erlass des Airline Deregulation Act durch Präsident Jimmy Carter 1978 führte dazu, dass für 1979 erstmals 15 Fluggesellschaften Linienrechte zwischen Hawaii und dem amerikanischen Festland beantragten, Genehmigungen erhielten schließlich American Airlines, Braniff International Airways, Continental Airlines, Delta Air Lines, Eastern Air Lines, Hawaiian Airlines, National Airlines, Ozark Air Lines, PSA Airlines, Trans Caribbean Airways, Trans International Airlines, Western Airlines und World Airways.
Aufgrund des steigenden Passagiervolumens – 1981 war Honolulu bereits auf Platz 15 der größten Flughäfen der Welt – wurden alle Terminals in den 1980er Jahren erneut erweitert, das Inter-Island-Terminal erhielt dabei erstmals Fluggastbrücken. 1985 wurde der Flughafen an den Interstate H-1 Highway angeschlossen.

### Modernisierung seit 2006
Im März 2006 wurde von der Gouverneurin Linda Lingle ein umfassendes Modernisierungsprogramm für die hawaiischen Flughäfen bekannt gegeben. Über einen Zeitraum von 12 Jahren sollen 1,7 Mrd. USD in Flughafen investiert werden. Unter anderem sollten dabei innerhalb der ersten 5 Jahre Projekte durchgeführt werden, welche den Service für Passagiere verbessern sollen und die Sicherheit und Effizienz im Betrieb steigern.
Im Rahmen der Modernisierung wurden u. a. neue Informations-Monitore installiert und neue Verkaufsflächen und Gastronomie eingerichtet, außerdem wurde ein neues Parkhaus fertiggestellt. 2018 wurde mit dem Bau einer über 21.000 m² großen, zusätzlichen Wandelhalle für bis zu elf Flugsteige begonnen. Das 270 Mio. US-Dollar-Projekt wurde im August 2021 in Betrieb genommen und soll die Engpässe in den Spitzenzeiten entlasten, insbesondere bei Flügen innerhalb des Bundesstaates Hawaii.
Der Name des Flughafens wurde am 27. April 2017, zu Ehren des verstorbenen US-Senators Daniel Inouye, in Daniel K. Inouye International Airport geändert.

## Fluggesellschaften und Ziele

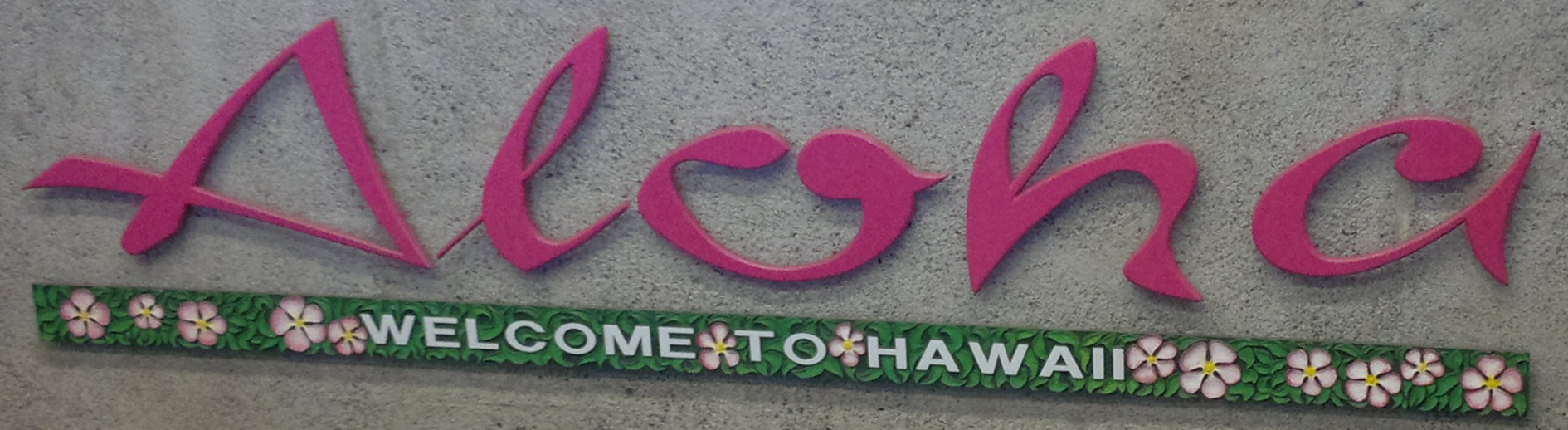
Begrüßung der Gäste nach der Ankunft

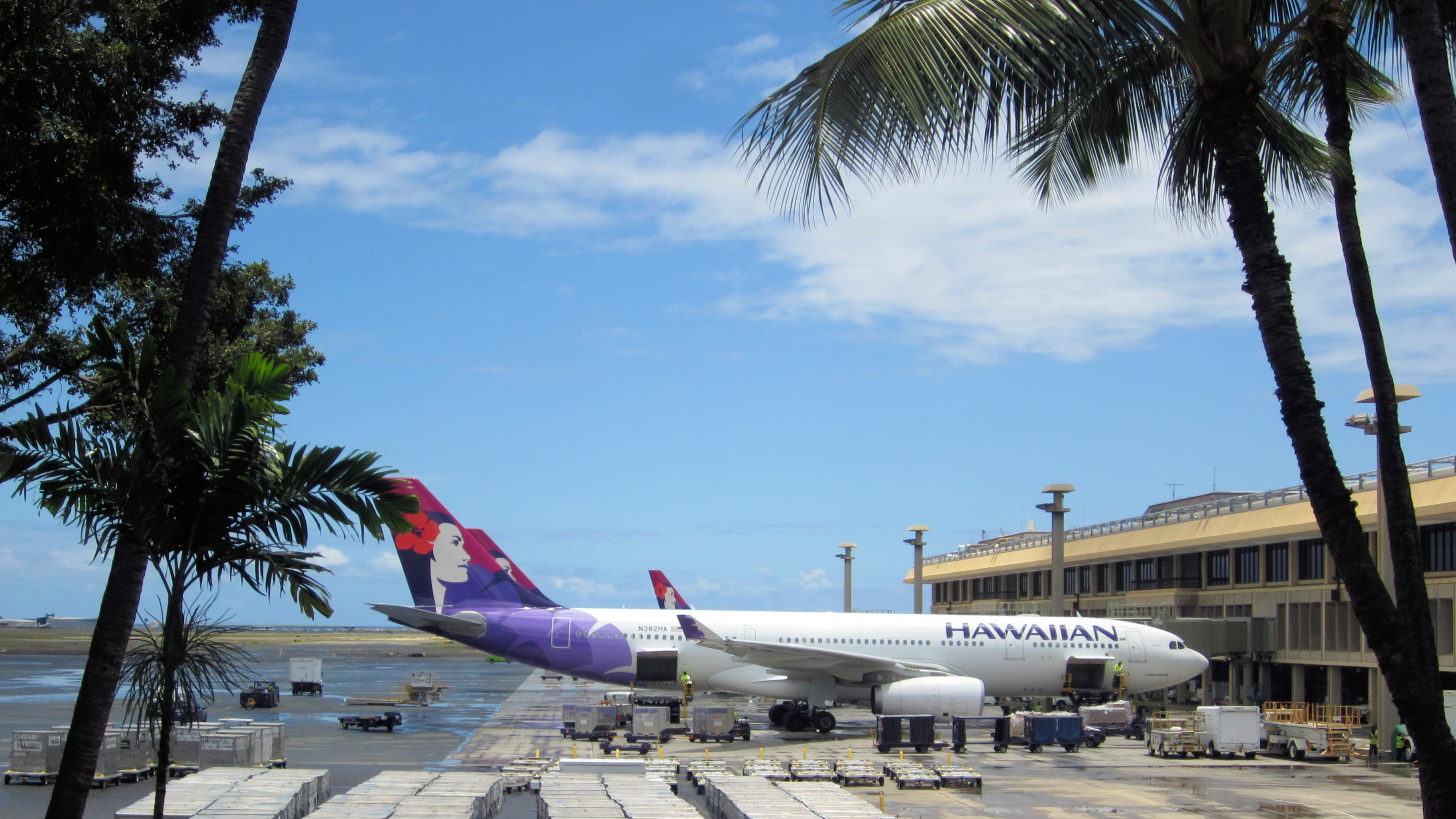
Ein Airbus A330 der Hawaiian Airlines am Flughafen

Lokale Airlines für Hawaii sind unter anderem Hawaiian Airlines und Mokulele Airlines. Wichtige US-amerikanische Airlines sind American Airlines, Delta Airlines und United Airlines. Zahlreiche asiatische Airlines, wie zum Beispiel Japan Airlines, Korean Air oder Philippine Airlines fliegen ebenfalls nach Honolulu.
Über den Flughafen Honolulu werden 70 Prozent aller internationalen Flüge nach Hawaii abgewickelt. Die Ziele mit den meisten Fluggästen waren 2016 Tokio (1,5 Millionen), Los Angeles (1,1 Millionen) und Kahului (1 Million).
Es gibt keine Nonstop-Flüge nach Europa; es muss entweder auf dem US-amerikanischen Festland umgestiegen werden (meistens in Los Angeles oder San Francisco) oder in Asien (meistens in Tokio). Die Gesamtreisezeit von Europa beträgt etwa 20 Stunden. Am 19. Januar 2011 landete ein Airbus A340-600 der Lufthansa im Rahmen eines Charterflugs ohne Zwischenlandung aus München kommend auf dem Honolulu International Airport. Dies stellt einen neuen Rekordflug für die Lufthansa dar.
Vor der Einreise muss jeder Fluggast, egal welcher Herkunft, ein Formular ausfüllen, auf welchem er angibt, ob er Pflanzen oder Tiere mitführt. Dies soll dazu dienen, die Flora und Fauna Hawaiis zu schützen. Bei der Ausreise wird ebenso jedes Gepäckstück noch vor dem Check-In auf mögliche Pflanzen oder Tiere untersucht.

## Verkehrszahlen
| Jahr | Fluggastaufkommen | Luftfracht (Tonnen) | Luftpost (Tonnen) | Flugbewegungen |
| ---- | ----------------- | ------------------- | ----------------- | -------------- |
| 2018 | 20.990.932        | 480.166             | 50.884            | 295.233        |
| 2017 | 21.232.359        | 488.647             | 53.275            | 311.722        |
| 2016 | 19.950.125        | 375.780             | 97.196            | 314.530        |
| 2015 | 19.869.707        | 375.031             | 89.016            | 312.655        |
| 2014 | 19.808.497        | 375.027             | 79.527            | 311.138        |
| 2013 | 19.706.718        | 354.460             | 63.897            | 290.237        |
| 2012 | 19.293.941        | 347.454             | 64.769            | 278.145        |
| 2011 | 18.043.203        | 314.596             | 68.611            | 263.354        |
| 2010 | 18.443.873        | 335.078             | 105.260           | 263.440        |
| 2009 | 18.171.937        | 306.701             | 80.932            | 274.434        |
| 2008 | 18.809.103        | 325.707             | 85.101            | 286.593        |
| 2007 | 21.517.476        | 352.944             | 89.511            | 310.607        |
| 2006 | 20.268.376        | 346.293             | 92.783            | 317.317        |
| 2005 | 20.179.634        | 362.454             | 94.181            | 330.506        |
| 2004 | 19.334.674        | 304.833             | 76.160            | 320.520        |
| 2003 | 18.690.888        | 313.348             | 73.985            | 301.919        |
| 2002 | 19.749.905        | 334.447             | 80.126            | 323.726        |
| 2001 | 20.151.936        | 250.329             | 86.998            | 327.006        |
| 2000 | 23.027.674        | 353.082             | 97.645            | 345.771        |
| 1999 | 22.560.399        | 390.521             | 98.548            | 346.609        |
| 1998 | 22.636.354        | 351.518             | 92.046            | 334.046        |
| 1997 | 23.880.346        | 413.126             | 87.255            | 358.784        |
| 1996 | 24.326.737        | 348.654             | 87.120            | 372.268        |
| 1995 | 23.672.894        | 328.434             | 88.334            | 373.926        |
| 1994 | 22.995.976        | 339.413             | 89.724            | 359.569        |

### Verkehrsreichste Strecken
| Rang | Stadt                      | Passagiere | Fluggesellschaft                                       |
| ---- | -------------------------- | ---------- | ------------------------------------------------------ |
| 01   | Los Angeles, Kalifornien   | 1.154.440  | Alaska, American, Delta, Hawaiian, Sun Country, United |
| 02   | Kahului, Hawaii            | 984.430    | Hawaiian, Mokulele                                     |
| 03   | Lihue, Hawaii              | 650.910    | Hawaiian                                               |
| 04   | Kona, Hawaii               | 632.320    | Hawaiian, Mokulele                                     |
| 05   | San Francisco, Kalifornien | 586.380    | Alaska, Delta, Hawaiian, Sun Country, United           |
| 06   | Hilo, Hawaii               | 511.630    | Hawaiian                                               |
| 07   | Seattle, Washington        | 353.860    | Alaska, Delta, Hawaiian                                |
| 08   | Las Vegas, Nevada          | 234.330    | Delta, Hawaiian                                        |
| 09   | Phoenix, Arizona           | 194.340    | American, Hawaiian                                     |
| 10   | Dallas/Fort Worth, Texas   | 166.490    | American                                               |

## Zwischenfälle
- Am 19. November 1947 brannte eine Douglas DC-4/R5D-4 der United States Navy (US Navy) (Luftfahrzeugkennzeichen Bu 90399) auf der Naval Air Station Honolulu aus. Über Personenschäden ist nichts bekannt.[18]

- Am 22. März 1955 wurde eine Douglas DC-6/R6D-1 der United States Navy (Bu 131612) im Anflug auf die Hickam Air Force Base nahe Honolulu (Hawaii, USA) beim Anflug in einen Berg geflogen, 13 Kilometer nördlich ihrer geplanten Position. Durch diesen CFIT (Controlled flight into terrain) wurden alle 66 Personen an Bord getötet, neun Besatzungsmitglieder und 57 Passagiere.[19]

- Am 22. Juli 1962 meldete die Besatzung einer Bristol Britannia 314 der Canadian Pacific Airlines (CF-CZB) nach dem Start vom Flughafen Honolulu einen Triebwerksausfall. Die Maschine kehrte zum Flughafen zurück und schlug beim Versuch einer Notlandung neben der Landebahn auf. Der Unfall forderte 27 Todesopfer; 13 Insassen überlebten.[20]

- Am 6. März 1968 wurde eine Douglas C-124C Globemaster II der United States Air Force (USAF) (51-5198) auf der Honolulu-Hickam Air Force Base irreparabel beschädigt. Über Personenschäden ist nichts bekannt.[21]

- Am 27. Juni 1969 versagte an einer Vickers Viscount 754D der US-amerikanischen Aloha Airlines (N7410) während des Rollens auf dem Flughafen Honolulu zum Start das Hydrauliksystem für Bremsen und Bugradsteuerung. Daraufhin kollidierte sie mit einer geparkten Douglas DC-9-31 (N906H) der Hawaiian Airlines. Die Viscount wurde irreparabel beschädigt, die DC-9 konnte repariert werden. Hauptursache waren Wartungsfehler.[22]

- Am 8. August 1971 geriet eine Vickers Viscount 745D der Aloha Airlines (N7415) nach der Landung auf dem Flughafen Honolulu in Brand.  Alle 22 Insassen wurden evakuiert und überlebten. Auslöser war ein Kurzschluss in der Flugzeugbatterie. Das Flugzeug wurde zerstört.[23]

- Am 17. Januar 1982 fiel beim Start einer Convair CV-440-75 der US-amerikanischen Island Airlines Hawaii (N21DR) vom Flughafen Honolulu in einer Höhe von 30 Metern das Triebwerk Nr. 2 (rechts) aus. Das Flugzeug verlor an Höhe und musste notgewassert werden. Alle drei Besatzungsmitglieder, die einzigen Insassen auf dem Frachtflug, überlebten den Unfall.[24]

- Am 2. Juli 2021 wurde ein Frachtflugzeug des Typs Boeing 737-200 der US-amerikanischen Trans Executive Airlines (Transair Cargo) (N810TA) 12 Minuten nach dem Start vom Flughafen Honolulu drei Kilometer vor der Küste der Hawaii-Insel Oahu notgewassert. Das Flugzeug befand sich auf einem Nachtflug nach Kahului, als das Triebwerk Nr. 2 (rechts) ausfiel. Kurz darauf wurden auch Probleme mit dem Triebwerk Nr. 1 gemeldet, was aber daran lag, dass der Kapitän auf Zuruf des Kopiloten den Schubhebel Nr. 1 auf Null zurückgezogen und damit das falsche Triebwerk lahmgelegt hatte.[25] Die Piloten versuchten, zum Flughafen zurückzukehren, mussten aber 9 Kilometer westsüdwestlich davon notwassern. Der Kopilot wurde nach Eintreffen der Rettungskräfte auf treibender Fracht liegend gerettet, der Kapitän stand auf dem gerade noch herausragenden Heck des versinkenden Flugzeugs. Wenige Sekunden danach versank es vollständig und er konnte schwimmend gerettet werden. Beide wurden verletzt.[26][27][28][29][30]